# Millbrae
Millbrae er en by i San Mateo County i Californien. Den er beliggende imellem San Francisco og San Jose, lige vest for San Francisco Bay, med San Bruno i nord og Burlingame i syd. Den havde 21.793 indbyggere i 2011, og dækker et areal på 8,4 km²
San Francisco International Airport grænser op til byen.